# The Zookeeper's Wife
The Zookeeper's Wife är en facklitterär bok av Diane Ackerman utgiven 2007. Boken är baserad på Antonina Żabińskas tidigare opublicerade dagboksanteckningar och skildrar hur hon tillsammans med sin make Jan räddade livet på uppemot 300 judar under Nazitysklands ockupation av Polen under andra världskriget genom att smuggla ut dem ur Warszawas getto och hålla dem gömda undan nazisternas förföljelser inne på Warszawas Zoo. 
Boken filmatiserades 2017 med Jessica Chastain och Johan Heldenbergh i huvudrollerna.